# Рокки 5
«Рокки 5» (англ. Rocky V; название на DVD — «Рокки V») — художественный фильм 1990 года, снятый Джоном Эвилдсеном по сценарию Сильвестра Сталлоне.
«Рокки 5» — первый фильм франшизы с подростковым возрастным ограничением PG-13 (просмотр нежелателен для детей младше 13 лет, но не запрещён). До этого, первые 4 фильма франшизы имели детский возрастной рейтинг PG (для всех возрастов, но требуется родительский контроль). После пятой серии все последующие фильмы, кроме шестой части («Крид: Наследие Рокки», «Крид 2» и «Крид 3») получили рейтинг PG-13. Фильм «Рокки 6» вернул рейтинг PG и стал последним фильмом во франшизе с возрастным ограничением PG. В России фильм был показан на телеканале НТВ в 1995 году.

## Сюжет
После победы над советским чемпионом Иваном Драго Рокки Бальбоа с триумфом возвращается домой. На пресс-конференции появляется
напористый менеджер Джордж Вашингтон Дюк и предлагает Рокки бой с претендентом на звание чемпиона мира Юнионом Кейном на баснословных условиях, однако жена Рокки заявляет, что её муж больше не выйдет на ринг в силу возраста и проблем со здоровьем. Прибыв домой, Рокки обнаруживает, что его шурин Полли по неосмотрительности доверил управление состоянием Рокки бухгалтеру-мошеннику, который украл деньги и не оплачивал налоги в течение шести лет. Не желая становиться банкротом, Рокки готов принять предложение Дюка, но на медицинском обследовании обнаруживаются необратимые повреждения головного мозга. Адриана убеждает Рокки оставить ринг, чтобы окончательно не угробить и без того пошатнувшееся здоровье.
Вся собственность супругов уходит с молотка в счёт долга, они возвращаются в район, где когда-то начинали. Адриана устраивается на работу в зоомагазин, Рокки открывает старый зал, перешедший ему по наследству от его покойного тренера Микки (Mighty Mick’s Boxing Gym). К нему приезжает молодой, подающий надежды боксёр из Оклахомы — Томми Ганн. Рокки принимает его как родного и даже поселяет у себя дома. За тренировками с Ганном Рокки отдаляется от сына Роберта, которого преследуют сверстники-вымогатели в школе. Однако после тренировок у Полли тому удаётся дать сокрушительный отпор обидчикам. Ганн побеждает раз за разом и обращает на себя внимание Дюка. Тот соблазняет его деньгами и шикарной жизнью. Дюк становится менеджером Ганна, но Рокки отказывается от предложения остаться его тренером. Он пытается убедить Томми, что Дюк ведёт грязный бизнес и сотрудничество с ним не кончится добром. Алчущий денег Томми не слушает наставника и уезжает прочь. Рокки извиняется перед сыном и восстанавливает отношения.
Ганн побеждает чемпиона мира Юниона Кейна и перед камерами благодарит Дюка, который помог ему всего добиться, но даже не упоминает про Рокки. Репортёры умаляют победу Ганна над бумажным чемпионом Кейном, к которому перешёл титул Бальбоа. Дюк убеждает Ганна, что ему нужна победа на ринге над Бальбоа. Они заявляются в местный бар, и Ганн вызывает на бой Рокки. Рокки отказывается и пытается вразумить своего ученика, но тот издевается над Рокки и сбивает с ног Полли, вступившегося за зятя. Рокки вынужден принять вызов, но заявляет: «Мой ринг — это улица». Ослеплённый яростью Ганн не слушает Дюка и вступает в бой. Рокки сбивает противника с ног и уходит, но Ганн, поднявшись с мостовой, вероломно нападает со спины и избивает дезориентированного Бальбоа. Рокки, вспомнив своего покойного тренера Микки, находит в себе силы, поднимается с земли и нокаутирует новоявленного чемпиона. Полиция уводит посрамлённого Ганна. Дюк угрожает засудить Рокки, если тот тронет его, но Рокки могучим ударом сбивает негодяя с ног и спрашивает: «Засудишь меня? За что?»
На следующее утро Рокки с сыном отправляется в местный музей на лестнице, возле которого Рокки обычно завершал свои пробежки, и дарит ему запонку Рокки Марчиано, которую ему подарил Микки.

## В ролях
| Актёр              | Роль                           |
| ------------------ | ------------------------------ |
| Сильвестр Сталлоне | Рокки Бальбоа                  |
| Талия Шайр         | Адриана Бальбоа                |
| Берт Янг           | Поли Пеннино                   |
| Сейдж Сталлоне     | Роберт Бальбоа                 |
| Томми Моррисон     | Томми Ганн                     |
| Бёрджесс Мередит   | Микки Голдмилл                 |
| Ричард Гант        | Джордж Вашингтон Дюк           |
| Тони Бёртон        | Тони «Дюк» Эверс               |
| Майк Уильямс       | Юнион Кейн                     |
| Джоди Летиция      | Крошка Мари (вырезанная сцена) |

## Производство
Некоторые из боевых эпизодов были сняты в Голубом горизонте в Филадельфии, место, которое было Меккой для бокса в городе в течение 1970-х годов.
Сцены с Микки в финале фильма с участием Бёрджесса Мередита, когда Рокки бьётся с Томми, были обрезаны, а сама сцена представлена в форме воспоминаний. Микки лишь появляется в форме призрака на вершине железнодорожного моста, давая слова ободрения. Речь, которую Микки произносит перед Рокки, основана на интервью с Кас Д’Амато, которое было дано в 1985 году, вскоре после первого профессионального боя Микки с Тайсоном.
Ожерелье с золотыми перчатками, столь значимое в фильме, впервые было представлено в «Рокки 2», где их носил Аполло Крид, а затем появлялось снова в «Рокки 3» и «Рокки 4». В качестве рекламного трюка копии ожерелья распространялись среди киноманов на голливудской премьере «Рокки 5» в Китайском театре Граумана.
Ring журнальный пояс в подвале Рокки и тот же пояс, который Моррисон выигрывает на ринге, немного изменились по сравнению с предыдущими фильмами; им не хватает четырёх боковых панелей, на которых изображены знаменитые чемпионы (слева направо) Флойд Паттерсон, Джеймс Дж. Корбетт, Джордж Форман и Джеймс Дж. Брэддок.
Легенда профессионального рестлинга Терри Фанк помог поставить большую часть уличной драки между Рокки и Томми Ганном. Имя Фанка появляется в конце титров фильма.

### Оригинальная концовка
В оригинальном сценарии Рокки погибает во время финальной схватки с Томми Ганном и умирает на руках у Адрианы на улице. На протяжении большей части съемок это должно было стать результатом; и только когда фильм был близок к завершению, Сталлоне выступил против смерти Рокки и выбрал другое окончание. По его словам, у директора и студии были на сей счет оригинальные мысли. В конце концов, Сталлоне переписал финал, решив изменить его, потому что Рокки должен был быть настойчивым и искупительным, а его смерть в уличной драке была бы против корней сериала.

### Хронология
В последующие годы после выхода фильма Сталлоне признал, что травма, вынудившая Рокки уйти в отставку и упомянутая как потенциально смертельная форма «повреждения мозга», в действительности таковой не являлась. Сталлоне заявил, что обсудил эту историю со многими специалистами по боксу, и в результате было признано, что травма, которую получил Рокки, была более легкой формой повреждения головного мозга, аналогичной длительному сотрясению мозга, от которого страдают многие боксёры. По современным стандартам они все ещё могут получить лицензии в бокс, а значит, это не помешало бы и самому Рокки получить лицензию на бокс, и его не убьют. Однако Рокки не стал делать более детальный медосмотр, поскольку всё равно планировал уйти в отставку.
Образ первого профессионального поединка Ганна, отката от росписи Иисуса над боксёрским рингом, отражает первый кадр первого фильма «Рокки».
Адриана возвращается к работе в зоомагазине, где она впервые работала в оригинальном фильме «Рокки».
Знаменитые красно-бело-синие боксерские трусы, впервые надетые Аполло Кридом в его бою с Рокки в первом фильме, в этом фильме вновь появляются. В шестой части они не были показаны, а в седьмой и восьмой их носит в обновлённом виде Адонис Крид.
Кожаное пальто Рокки, представленное в «Рокки», имеет третье и последнее появление во франшизе в начале этого фильма.
Тони Бёртон кратко повторяет свою роль Дюка Эвереса в начале фильма. Однако во время своих сцен Рокки называет его «Тони». В титрах Бертону приписывается роль «Тони», а не «Дюка» (возможно, во избежание путаницы с персонажем Джорджа Вашингтона Дюка). «Рокки 5» был третьим фильмом в серии, когда первый такой раз был в «Рокки 2», когда Аполло спросил: «Чего ты боишься, Тони?», И второй раз в фильме Рокки 4, после получения бодрого разговора в бывшем Советском Союзе «Спасибо, Тони». В фильме «Рокки Бальбоа» персонаж Бертона был назван правильно «Дюк Эверс». Однако большинство поклонников считают, что его полное имя Тони «Дюк» Эверс.
Сейдж Сталлоне, настоящий сын Сильвестра, исполнил роль сына героя отца в фильме. Однако в «Рокки 4» его сыграл девятилетний ребёнок Анджело Бруно Кракофф. Сейджу же на момент съемок «Рокки 5» было 14 лет, что делает его подростком в этом фильме, несмотря на то, что «Рокки 5» происходит через несколько дней после события фильма «Рокки 4».

### Музыка
Саундтрек фильма не оригинальный, а скорее музыка из фильма, вдохновленная другим фильмом. Этот саундтрек включает в себя композиции Джои Б. Эллис, MC Hammer, 7A3, MC Tab, Роба Бейса и Билла Конти. Большая часть саундтрека содержит рэп, а не музыку Билла Конти. Кроме того, две композиции из «Рокки 4» были показаны в трейлере этого фильма, но не присутствовали в самом фильме или саундтреке. «Measure of a Man» была написана Аланом Менкеном и исполнена Элтоном Джоном.
Как и в «Рокки 4», полная версия «Gonna Fly Now» с текстами песен не слышна в фильме. Однако инструментальная роговая версия звучит во время ранней сцены, когда Рокки выходит из самолёта, и в конце фильма после того, как Рокки побеждает Томми Ганна, слышна другая инструментальная версия. Кроме того, версия сольного фортепиано звучит в нескольких сценах, в том числе, когда Бальбоа разговаривает со своим сыном по возвращении из России, а также в тех случаях, когда его имущество продается с аукциона.

## Релиз

### Кассовые сборы
Будучи одним из главных хитов курортного сезона 1990 года,  Рокки 5 занял второе место на своих первых выходных после' Одного дома и так и не восстановился. Фильм заработал 14 миллионов долларов в первые выходные и 40 миллионов долларов в общей кассе продаж в США, что составляет примерно одну треть от его предшественника. «Рокки 5», тем не менее, заработал почти вдвое больше за рубежом и, таким образом, в общей сложности 119,9 миллиона долларов во всем мире.

### Критика
«Рокки 5» получил в целом негативные отзывы критиков. На Rotten Tomatoes фильм имеет 29 % одобрения, основанных на 35 рецензиях, с согласованными состояниями сайта: «Рокки 5 ́ пытается вернуть рабочий класс оригинала. Песок так же прозрачен, как и каждое из громогласных явных событий заговора в ошибочной партии, которая заставила франшизу развалиться в долгосрочной перспективе». Также фильм имеет оценку 55 баллов из 100 по версии Metacritic, основанных на 16 рецензиях, что указывает на «смешанные или средние оценки». Консенсус сайта гласит: «Фильм отклонился от стандартной формулы „Рокки“, демонстрируемой в предыдущих четырёх фильмах, что сделало его крайне непопулярным среди зрителей, привлеченных к предыдущим продолжениям. Кроме того, когда телевизионные и кабельные сети играли в кино-марафон из серии „Рокки“, они часто оставляли эту часть выключенной». Аудитории CinemaScore, дали фильму среднюю оценку «А» по шкале от А + до F.
Он был номинирован на семь номинаций на Золотую малину в 1990 году.
В 1999 году «Time» поместил фильм в список 100 худших идей 20-го века.
8 июля 2010 года в интервью «The Sun» Сталлоне дал интервью о фильмах «Рокки». Когда он пришёл в «Рокки 5», Сталлоне ответил, что сделал это из жадности.
Тем не менее, Сталлоне всё ещё хвалили за его выступление, и фильм получил некоторые положительные отзывы от некоторых фанатов, причем «Los Angeles Times» расценил его как лучший из сиквелов «Рокки».

## Номинации
«Золотая малина» 1991
- Номинации (7)
  - «Худшая мужская роль» (Сильвестр Сталлоне)
  - «Худший фильм»
  - «Худшая женская роль» (Талия Шайр)
  - «Худшая мужская роль второго плана» (Берт Янг)
  - «Худший режиссёр» (Джон Г. Эвилдсен)
  - «Худший сценарий»
  - «Худшая песня» — «The Measure of a Man»

## Продолжение
В результате и в ответ на неудовлетворительные кассовые сборы «Рокки 5» ́ (и общее недовольство концом франшизы) шестнадцать лет спустя Сталлоне написал сценарий, снял по нему и сам снялся в главной роли в новом фильме «Рокки Бальбоа», шестая глава саги. Шестой фильм был попыткой выкупить персонажа за последний шанс снова вернуться в качестве героя, и сделать историю справедливой, приведя её в полный круг; что касается способности Рокки снова драться, Сталлоне предположил, что достижения в области медицинской науки за период между фильмами показали, что травмы, упомянутые в «Рокки 5», были менее изнурительными, чем считалось ранее, и что травмы между событиями фильмов наверняка успели сами выздороветь. Он преуспел, заработав более 70 миллионов долларов в кассах США, и 85 миллионов долларов за рубежом, и получил в основном положительные отзывы как от поклонников, так и от критиков.